# 丙烯酸甲酯
丙烯酸甲酯（Methyl acrylate）是一種揮發性的不飽和甲基酯。无色透明液体，有类似大蒜的气味。用于制取丙烯酸甲酯-醋酸乙烯-苯乙烯三元共聚物。

## 製法
利用乙炔和一氧化碳與甲醇發生酯化、或丙烯酸與甲醇發生酯化

HC≡CH+CO+CH3OH → H2C=CH-COOCH3